# Марко Аббонданца
Марко Аббонданца (італ. Marco Abbondanza; нар. 27 червня 1953, Неаполь, Італія) — італійський лікар-офтальмолог й очний хірург, найбільш відомий лікуванням кератоконуса, аномалій рефракції та катаракти.

## Ранні роки
Народився у Неаполі у сім'ї Освальдо Аббонданца, італійського інженера-винахідника.
Закінчив курс медицини та хірургії в університеті Ла Сап'єнца у 1983 році, там же отримав спеціалізацію з клінічної патології й офтальмології. У 1988 році після навчання у МНТК «Мікрохірургія ока» у Москві під керівництвом Святослава Федорова опанував інші хірургічні спеціалізації. У 1997 році закінчив два курси магістерського ступеня з офтальмологічних методів інвазивної хірургії й офтальмологічних методах неінвазивної хірургії у науково-дослідному центрі в університеті Ла Сап'єнца.

## Медична кар'єра
З 1984 року, разом з групою італійських лікарів, Аббонданца вивчав і розробляв нові післяопераційні процедури коригування порушень зору, викликаних кератоконусом, і стабілізації розвитку патології. У 1992 році Аббонданца став одним із організаторів першого Теоретичного та практичного всесвітнього курсу для користувачів ексимерних лазерів, який проходив у Римі.
У 1993 році Аббонданца розробив нову хірургічну техніку, покращену у 2005 році, і названу «міні асиметричною радіальною кератотомією» (MARC). Її відмінність у використанні серії мікророзрізів, від 1,75 до 2,25 мм, які роблять за допомогою алмазного скальпеля, в результаті чого утворюється контрольоване рубцювання зони рогівки, ураженої кератоконусом, який змінює свою товщину та форму. Ця процедура, проведена правильно, здатна виправити астигматизм і стабілізувати кератоконус у першій і другій стадіях, що дозволяє уникнути пересадки рогівки. Аббонданца був першим, хто об'єднав MARC і крослінкінг рогівкового колагену при кератоконусі.
Як новатор у лікуванні короткозорості, астигматизму, далекозорості, катаракти, Аббонданца став першим хірургом у Європі, який використав у 1988 році техніку радіальної кератокоагуляції. Він також першим у 1989 році ввів у медичну практику в Італії ексимерний лазер і фоторефракційну кератектомію, а у 2005 році — крослінкінг рогівкового колагену для парахірургічного лікування кератоконуса. Аббонданца — повноправний член низки наукових організацій, зокрема Міжнародного товариства рефракційної хірургії (ISRS), Європейського товариства катарактальної та рефракційної хірургії (ESCRS), Американської академії офтальмології (AAO), Американського товариства катарактальної та рефракційної хірургії (ASCR) й Італійської офтальмологічної спілки (SOI).